# 성정동
성정동(星井洞)은 대한민국 충청남도 천안시 서북구의 동이다. 법정동으로의 성정동은 성정1동의 일부와 성정2동을 이르는 것이며, 행정동으로의 성정1동과 성정2동은 법정동의 성정동과 와촌동을 포함한다. 1994년 7월 1일 성촌동(星村洞)이 성정1동과 성정2동으로 분동되고, 일부 지역이 부성동과 신안동으로 편입되면서 현재의 형태로 자리잡았다.

## 개요
천안시의 중서부에 있는 동이다. 백석로를 기준으로 성정1동과 성정2동으로 나뉘어 있다.
성정1동은 본디 하릿벌이라고 불렸던 지역과 기와말이라고 불렸던 지역으로, 도로망의 형태나 건물 구조가 정리되어 있지 않은 구도심의 형태를 보이고 있다. 성정1동의 동부로는 경부선과 천안천이 지나간다. 현재 와촌동 지역을 중심으로 재개발이 진행되고 있다. 전체적으로 주거 지역으로 구성되어 있으나, 동의 남부는 유흥가, 환락가가 대부분을 차지하고 있다.
성정2동은 본디 구상골, 지정리라고 불렸던 지역으로, 천안 서부 구획정리지구 대상에 포함되어 개발된 지역이다. 주로 아파트나 저층 상가 건물이 많으며, 최근에는 의료, 금융 시설도 입점하고 있다. 동의 북부로는 두정동과 접하며, 유흥가와 환락가로 주로 구성되어 있으나, 이외의 지역은 대부분 주거 지구, 상업 지구로 구성되어 있다.

## 주변 시설
천안세관, 여성회관, 천안축구센터 등의 시설이 있다.

### 치안
- 성정지구대, 성촌파출소, 성정2동대

### 교육
- 천안서초등학교 (성정동)
- 천안성정초등학교 (성정동)
- 천안와촌초등학교 (와촌동)
- 천안성정중학교 (성정동)

## 아파트
| 단지명                     | 건설사       | 시행사                                     | 주소                     | 입주              | 비고 |
| -------------------------- | ------------ | ------------------------------------------ | ------------------------ | ----------------- | ---- |
| 와촌 신동아파밀리에        | 신동아건설   | 신동아건설                                 | 천안천4길 18-10 (와촌동) | 2005년 3월        |      |
| 천안역사 동아라이크텐      | 동아건설산업 | ㈜우방                                     |                          | 2021년 4월        |      |
| 힐스테이트 천안역 스카이움 | 현대건설     | 무궁화신탁㈜ 건사플러스㈜ ㈜도시미학디앤씨 |                          | 2027년 8월 (예정) |      |

## 교통
쌍용대로, 동서대로, 봉정로, 백석로 등이 통과하며 대체적으로 도로망은 바둑판 형태를 띠고 있다.
- 경부선, 장항선, ● 수도권 전철 1호선
  - (두정역) ← 천안역[2] → (봉명역)